# Viktor Rausch
Viktor Rausch (født 19. oktober 1904 i Köln, død 1. april 1985) var en cykelrytter fra Tyskland. Han kørte primært banecykling, hvor han blev national mester.
Rausch kørte 42 seksdagesløb, og vandt en del, heriblandt den anden udgave af Københavns seksdagesløb sammen med makker Willy Falck Hansen i 1934.